# Keith L. Brown
Keith Lapham Brown (* 18. Juni 1925 in Sterling, Illinois; † 29. Juli 2016) war ein US-amerikanischer Rechtsanwalt, Diplomat und Politiker der Republikanischen Partei, der unter anderem zwischen 1982 und 1983 Botschafter der Vereinigten Staaten in Lesotho sowie von 1989 bis 1992 Botschafter in Dänemark war.

## Leben
Keith Lapham Brown trat nach dem Besuch der Sterling High School während des Zweiten Weltkrieges 1943 seinen Militärdienst in der US Navy an und begann nach seinem Ausscheiden 1946 zunächst ein grundständiges Studium an der University of Illinois. Im Anschluss begann er an der Northwestern University ein Studium der Rechtswissenschaften, das er an der University of Texas fortsetzte und dort 1949 mit einem Bachelor of Laws (LL.B.) beendete. Während seines Studiums engagierte er sich in der Studentenorganisation Texas Cowboys. Nach seiner Zulassung bei der Anwaltskammer des US-Bundesstaates Texas (State Bar of Texas) nahm er eine Tätigkeit als Rechtsanwalt in der Anwaltskanzlei Land, Byrd, Cross & Ladon auf, die er nach seinen Zulassungen bei der Oklahoma Bar Association und der Colorado Bar Association auch in den Bundesstaaten Oklahoma und Colorado ausübte. 1955 wurde er Vizepräsident des Erdölunternehmens Caulkins Oil Company und bekleidete diese Funktion bis 1970. 1959 gründete er in Colorado das Unternehmen Vail Associates, das sich mit der Entwicklung und Bebauung des Skiortes Vail beschäftigte. Neben diesen Tätigkeiten war er Direktor des Elektrizitäts- und Erdgasunternehmens Public Service Company of Colorado, der Colorado State Bank & Trust, des San Francisco Real Estate Trust, von Pioneer Airways, der National Western Stock Show, des Center for Strategic and International Studies (CSIS) und der Boys & Girls Clubs of America (BGCA) sowie Trustee der Colorado Academy, einer unabhängigen, nicht konfessionellen, koedukativen College-Vorbereitungstagesschule für Schüler vom Vorkindergarten bis zur zwölften Klasse in Denver.
Am 9. März 1982 wurde Brown zum Botschafter der Vereinigten Staaten in Lesotho ernannt und übergab dort am 25. März 1982 als Nachfolger von John R. Clingerman seine Akkreditierung. Er verblieb auf diesem Posten bis zum 1. Dezember 1983 und wurde daraufhin von Shirley Abbott abgelöst. Nach seiner Rückkehr fungierte er zwischen 1984 und 1988 als Republican National Finance Chairman und damit als Schatzmeister der Republikanischen Partei. Im Anschluss wurde er am 22. November 1988 zum Botschafter in Dänemark ernannt und überreichte am 8. Januar 1989 sein Beglaubigungsschreiben als Nachfolger von Terence Todman. Da seine Ernennung während einer Sitzungspause des US-Senats erfolgte, wurde die Bestätigung des Senats am 3. August 1989 nachgeholt. Das Amt des Botschafters in Dänemark übte er bis zum 16. Januar 1992 aus und wurde im Anschluss von Richard Stone abgelöst.
Keith L. Brown engagierte sich zudem zwischen 1999 und 2004 als Präsident des Council of American Ambassadors sowie zeitweise als Vorstandsvorsitzender der American Academy of Diplomacy. Er unterstützte als Republikaner ferner die Wahlkampagnen George W. Bush for President (Präsidentschaftswahl 2000), Bush-Cheney ’04 (Präsidentschaftswahl 2004) und Romney for President (Präsidentschaftswahl 2012). Aus seiner 1950 geschlossenen Ehe mit Carol Louise Liebmann Brown (1926–2015) gingen vier Kinder hervor. Nach seinem Tode wurde er im Vail Memorial Park in Vail beigesetzt.